# Hwang Yong-ok
Hwang Yong-ok (ur. 1999) – północnokoreańska zapaśniczka walcząca w stylu wolnym. Brązowa medalistka mistrzostw Azji w 2019 i 2024 roku.